# Tripedalia cystophora
Tripedalia cystophora (Conant, 1897) é uma cubomedusa (Cubozoa) da família Tripedaliidae.

## Distribuição
Tripedalia cystophora foi originalmente descrita na Jamaica por Conant (1897). Desde lá ocorrências desta cubomedusa foram registradas, além do mar Caribenho, para o Oceano Atlântico, Oceano Pacífico e Oceano Indico. Há registros para Filipinas, Equador, Japão, Porto Rico, Brasil, Indonésia, Austrália e Florida (EUA).

## Ecologia
Durante o dia, Tripedalia cystophora gosta de ficar principalmente a 20 cm de profundidade, em áreas iluminadas pelo sol, entre as raízes das árvores dos manguezais. Essas áreas quentes e ensolaradas são onde seu principal alimento, o copépoda Dioithona oculata, pode ser encontrado durante o dia. Cardumes densos desses copépodas se formam nas manchas iluminadas de água, onde raios de sol brilham através do dossel do manguezal. T. cystophora forrageia, afundando-se lentamente e estendendo seus tentáculos em torno de sua presas para capturá-las. Para manter-se afastada dos galhos e raízes que podem danificar seu corpo minúsculo e delicado, essa medusa contrai e expande sua umbrela vigorosamente, criando um jato propulsor. Cubomedusas são excelentes nadadoras.

## Descrição
Tripedalia cystophora é uma cubomedusa pequena. Sua umbrela é cúbica e translúcida com 8 a 11 mm de altura e 10 a 16 mm de largura. Em cada canto há um grupo interradial de 3 pedalia, não ramificados, de onde se estende um único tentáculo por pedalium. As espécies da família Tripedaliidae apresentam características diferentes de outras cubomedusas na fertilização, os machos produzem espermatóforos que são transferidos às fêmeas por meio de um comportamento de corte, ocorrendo fertilização interna.
Dimorfismo sexual: Em 2005, Lisa-ann Gershwin propôs em sua tese de doutorado uma emenda para “ressuscitar” a família Tripedaliidae como grupo irmão de Carybdeidae porque ela presumiu a relação de Copula (Carybdea) sivickisi com Tripedalia cystophora baseada nos resultados de Collins (2002) na análise do sequenciamento genético completo do 18S rDNA que mostrou o agrupamento de ambas as espécies. Essa hipótese foi corroborada por uma análise molecular subsequente e Tripedaliidae (Conant, 1897) passou a conter todos os Carybdeida que exibem dimorfismo sexual das gônadas, produzem espermatóforos e que pelo menos os machos possuem sacos subgástricos/vesículas seminais.
1. ↑  p.155-156
2. ↑  p.85-86